# Juba reversa
Juba reversa är en insektsart som först beskrevs av Melichar 1902.  Juba reversa ingår i släktet Juba och familjen Flatidae. Inga underarter finns listade i Catalogue of Life.